# Philip Leacock
Pour les articles homonymes, voir Leacock.
Philip Leacock né le 8 octobre 1917 à Londres, et  mort le 14 juillet 1990 est un réalisateur anglais de cinéma et de télévision.

## Biographie
Philip Leacock nait à Londres en 1917, et comme son plus jeune frère le réalisateur de documentaires Richard Leacock, il passe son enfance aux îles Canaries. À 17 ans, il travaille brièvement pour son beau-frère Harold Lowenstein sur son documentaire Out to Play, avant de se rendre en Espagne auprès de Thorold Dickinson. Durant la seconde Guerre mondiale, il est dans le service cinématographique de l'armée. Après avoir été démobilisé, John Grierson lui propose de réaliser un film sur une catastrophe minière en Écosse, The Brave Don't Cry. Son succès lui permet d'obtenir un contrat avec la Rank Organisation, pour qui il réalise Appointment in London en 1953.
Il meurt d'une maladie pulmonaire en 1990.

## Filmographie partielle

### Cinéma
- 1940 : Island People  (court métrage)
- 1940 : The Story of Wool
- 1948 : Riders of the New Forest (ou Forest Pony)
- 1951 : Out of True
- 1952 : The Braves Don't Cry
- 1953 : Les Kidnappers  (The Kidnappers)
- 1953 : Appointment in London
- 1955 : Escapade
- 1956 : Le Jardinier espagnol (The Spanish Gardener)
- 1957 : High Tide at Noon
- 1958 : Innocent Sinners
- 1959 : The Rabbit Trap
- 1959 : Take a Giant Step
- 1960 : L'Étrange Destin de Nicky Romano (Let No Man Write My Epitaph)
- 1961 : Hand in Hand
- 1962 : Reach for Glory
- 1962 : Lutte sans merci (13 West Street)
- 1962 : L'Homme qui aimait la guerre (The War Lover)
- 1963 : Tamahine
- 1970 : L'Homme qui sortait du bagne (Adam's woman ou Return of the Boomerang)

### Télévision
- 1960 : Route 66 (série télévisée), 7 épisodes
- 1964-1965 : Rawhide (série télévisée), 2 épisodes
- 1969 : Gunsmoke (série télévisée), 12 épisodes
- 1971 : The Birdmen (en) (téléfilm)
- 1973 : La Disparition (Dying Room Only) (téléfilm)
- 1976 : Hawaï police d'État (série télévisée), 4 épisodes
- 1977 : Huit, ça suffit ! (Eight Is Enough) (série télévisée), 6 épisodes
- 1980 : La Famille des collines (série télévisée), 25 épisodes
- 1983 : Dynastie (série télévisée), 14 épisodes
- 1984 : L'Île fantastique (série télévisée), 13 épisodes